# Attilio Demaría
Atilio José Demaría, depois italianizado para Attilio Demaria, sendo conhecido também como Demaria II[carece de fontes?] (Buenos Aires, 19 de março de 1909 - Haedo, 11 de novembro de 1990), foi um futebolista ítalo-argentino. Jogou as Copas do Mundo de 1930 e 1934, por países diferentes: na primeira, foi vice-campeão pela Argentina; na outra, foi campeão pela Itália. Em ambas, foi colega de Luis Monti, normalmente o único lembrado pela marca por ter sido titular nos dois torneios, enquanto Demaría foi reserva em ambos.
A nível de clubes, destacou-se sobretudo na Internazionale, sendo um dos maiores artilheiros do clássico com o Milan (com seis gols), além de obter títulos no campeonato italiano, com a Segunda Guerra Mundial impedindo-lhe uma campanha ainda melhor. Era considerado de boa técnica e panorama para jogar. Pela Argentina, jogou três partidas, todas em 1931, sem marcar; pela Itália, foram treze entre 1932 e 1940, com três gols.
No Brasil, por algum tempo confundiu-se Demaría com o ítalo-brasileiro Alexandre de Maria, ex-jogador do Corinthians que na mesma época também jogou no futebol italiano, pela Lazio; se divulgava que este é quem teria ganho a Copa de 1934, informação constante na revista Placar em 1976 e em 1986. Em 1998, a mesma revista esclareceu que o campeão tratava-se do argentino.

## Carreira

### Argentina
Demaría foi revelado pelo Estudiantil Porteño, estreando em 1926 no time adulto. Em 1928, como jogador deste clube, jogou uma partida não-oficial em que a seleção argentina enfrentou o clube Boca Juniors, empatada em 1-1.[carece de fontes?]
Entre 1926 e 1928, a melhor colocação do Estudiantil foi um 15º lugar, em 1928, em campeonatos que envolviam quase quarenta equipes.[carece de fontes?] No campeonato argentino de 1929, finalizado apenas em fevereiro de 1930, o Estudiantil terminou na quarta colocação em um grupo de dezessete clubes, tendo a mesma pontuação do terceiro colocado, o Independiente, terminando abaixo também de San Lorenzo e Boca Juniors[carece de fontes?] - três dos cinco grandes do futebol argentino.
Sem nenhuma partida oficial prévia pela seleção, Demaría terminou convocado à Copa do Mundo FIFA de 1930, jogando uma única vez, na vitória de 6-3 sobre o México. Era a segunda partida da Albiceleste na competição, e Demaría foi utilizado para substituir o capitão da seleção, Manuel Ferreira, que, em tempos de amadorismo oficial no futebol argentino, precisou regressar momentaneamente de Montevidéu a Buenos Aires para realizar uma prova de faculdade.
Ainda em 1930, o Gimnasia y Esgrima La Plata, que havia sido o campeão daquele campeonato de 1929, no que ainda é o seu único título na elite argentina, iniciou uma excursão pela Europa. Nela, o clube recebeu o empréstimo de diversos jogadores de outras equipes. Demaría foi um deles e teve grande participação em capítulos dos mais festejados na história gimnasista: a equipe derrotou tanto o Real Madrid (3-2, já em 1 de janeiro de 1931) como o Barcelona (2-1, em 6 de janeiro), tornando-se o primeiro time sul-americano a vencer a dupla de gigantes espanhola na casa adversária. Demaría esteve nas duas partidas, fornecendo uma assistência para abrir o placar no jogo contra os madrilenhos. Contra os catalães, a vitória veio de virada, com o gol do empate surgindo em rebote de arremate de Demaría.
Foi naquela excursão que Demaría foi descoberto pela Internazionale, marcando um dos gols em empate em 3-3. Ele também fez gols sobre Benfica (1-0) e na vitória por 3-1 sobre o Sparta Praga, na época uma das equipes mais prestigiadas do continente, apelidada de "Sparta de Ferro". Já no regresso da viagem, em escala no Brasil, Demaría também marcou em empate em 2-2 com o Vasco da Gama.
Demaría voltou ao Estudiantil Porteño em um momento de polêmica no futebol argentino, com dezoito clubes rebelando-se em maio com a associação para criarem uma liga abertamente profissional. O Estudiantil não foi visto como economicamente interessante pelos dezoito e permaneceu no campeonato da associação oficial. Este campeonato já estava em andamento e os jogos foram anulados, com as equipes remanescentes recomeçando o torneio em junho.[carece de fontes?] Demaría inicialmente permaneceu no Estudiantil, realizando em julho duas partidas pela seleção contra o Paraguai pelo Troféu Chevallier Boutell - os resultados foram 1-1, em 4 de julho, e 3-1, em 9 de julho.
Ao fim do ano, o Estudiantil sagrou-se campeão do campeonato oficial após jogo-desempate com o Almagro. Foi o primeiro título do clube na elite. Demaría, porém, não ficou até o final, ausentando-se da partida decisiva, em 27 de dezembro:[carece de fontes?] ainda no mês de julho, no dia 12, ele voltou a defender o Gimnasia, participando de empate em 2-2 contra o San Lorenzo pelo campeonato profissional. Essa partida foi válida pela oitava rodada,[carece de fontes?] e também foi a única de Demaría pelo Gimnasia além daqueles amistosos. Ainda em meados de 1931, ele foi adquirido pela Internazionale, então chamada Ambrosiana-Inter, participando já das primeiras rodadas da temporada 1931-32 do campeonato italiano.[carece de fontes?]

### Itália

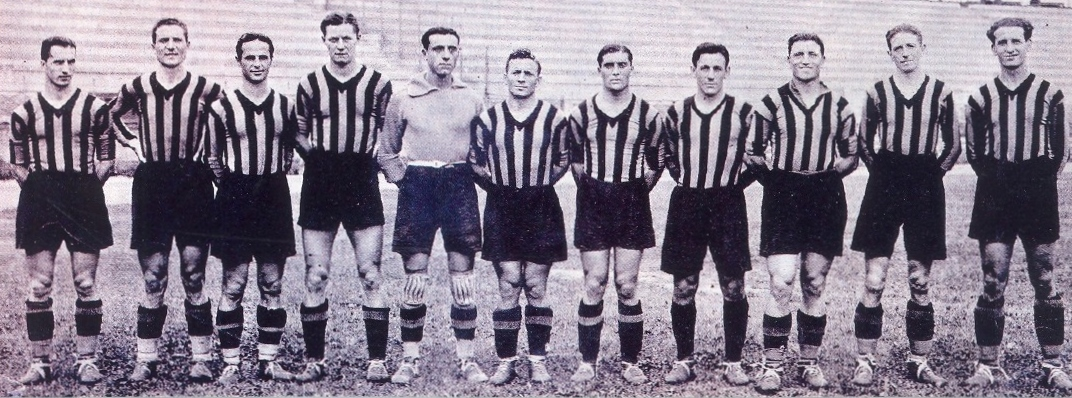
A Internazionale, então chamada Ambrosiana-Inter, na temporada 1933-34. Demaría é o oitavo jogador, da esquerda para a direita, ao lado de Giuseppe Meazza.

O primeiro gol de Demaría pela Internazionale (Ambrosiana) deu-se já na terceira rodada da Serie A de 1931-32, em vitória por 2-0 sobre o Brescia fora de casa. Marcou oito vezes ao fim do campeonato. Em 6 de novembro, já pelo campeonato de 1932-33, marcou duas vezes, ambos antes dos 25 minutos, em vitória por 5-4 no clássico com o Milan. No mesmo mês, em 27 de novembro, estreou pela seleção italiana, em vitória de 4-2 sobre a Hungria em Milão. Demaría também marcou no dérbi no returno, o terceiro em nova vitória nerazzurra, de virada, por 3-1, em abril de 1933. Ao todo, foram treze gols na segunda temporada.[carece de fontes?]
Na temporada 1933-34, Demaría chegou a marcar três vezes em uma vitória por 9-0 já na primeira rodada (sobre o Casale) e voltou a converter no Derby della Madonnina, em vitória de virada por 2-1 construída nos vinte minutos finais. Totalizou doze gols.[carece de fontes?]
Terminou convocado à Copa do Mundo de 1934, a ser realizada na Itália, embora não viesse defendendo a Azzurra nos jogos anteriores; havia jogado até então apenas na sua estreia, em 1932.[carece de fontes?] Curiosamente, a seleção de seu país natal ainda sofria consequências daquele cisma de 1931: a associação amadora era a reconhecida perante a FIFA e os principais jogadores do país, profissionalizados, terminaram não embarcando. Uma seleção argentina enfraquecida acabou eliminada já na primeira partida. Um dos seus membros, Alfredo Devincenzi, jogava no Estudiantil e também terminou contratado pela Inter. No ano seguinte,
a associação amadora seria absorvida pela liga profissional, com os clubes amadores realocados na segunda divisão.
Para aquele mundial, a Itália contou ainda com outros argentinos: Luis Monti, que também havia participado da Copa do Mundo FIFA de 1930 pela Albiceleste, Enrique Guaita e Raimundo Orsi, por sua vez finalista das Olimpíadas de 1928 pela terra natal, além do brasileiro "Filó" Guarisi. Guarisi e Demaría não foram titulares, os demais sim. Os quatro argentinos chegaram a jurar que recusariam a entrar em campo caso a Itália enfrentasse a Argentina, o que acabou não ocorrendo.
Tal como na edição de 1930, Demaría jogou somente uma vez na de 1934, na vitória de 1-0 sobre a Espanha nas quartas-de-final, em Florença.[carece de fontes?] As duas seleções haviam empatado em 1-1 ao fim de prorrogação na véspera, em duelo que havia extenuado alguns jogadores. O regulamento forçou um reencontro já no dia subsequente. Demaría repôs a ausência de Giovanni Ferrari.[carece de fontes?] Participou do lance do gol de Giuseppe Meazza, atrapalhando o goleiro Juan José Nogués.
Após a Copa, Demaría jogou pela Itália outras seis vezes até 1936, ano em que marcou seus primeiros gols pela Azzurra, em vitória de 2-1 sobre a Suíça em Zurique, e em empate em 2-2 com a Áustria em Roma. Até lá, havia na Inter marcado pela quarta temporada seguida um gol sobre o rival Milan, em vitória por 2-0 na temporada 1934-35, onde somou dez gols;< e somado outros sete na temporada 1935-36.[carece de fontes?]

### Entre Argentina e Itália
Ainda em 1936, ele regressou ao futebol argentino, no Independiente, pelo qual chegou a marcar um gol em derrota de 2-1 para o San Lorenzo na primeira rodada da Copa Campeonato, em 16 de agosto; este era o segundo campeonato argentino realizado naquele ano, com o próprio San Lorenzo tendo ganho o outro, denominado Copa Honor. Muitos outros ítalo-argentinos haviam deixado a Itália temerosos de uma convocação ao exército italiano, que em 1935 havia deflagrado a Segunda Guerra Ítalo-Etíope, invadindo a então Abissínia. Dentre os que regressaram, estavam Enrique Guaita, que deixou a Roma mesmo obtendo a artilharia do campeonato italiano de 1934-35; Raimundo Orsi, Renato Cesarini, e Carlos Volante.
No Independiente, Demaría jogou somente três vezes. Sobre seu insucesso no time de Avellaneda, o contemporâneo Carlos Volante opinou que "há dos nossos os que se engrandecem fora e se diminuem na própria casa e outros, o contrário. Por exemplo: vi Carlos Santamaría e Alfredo González darem verdadeiros espetáculos no Brasil. Não se trata de jogar bem: eu disse espetáculos. Santamaría voltou ao River e González ao Boca para ter que voltar ambos ao Rio. Me lembro que o half me dizia: ‘piso numa cancha argentina e já perco a confiança em mim mesmo’. Atilio Demaría foi um magnífico insider na Itália, mas aqui não correspondeu quando quis retornar. Enrique Guaita impressionava. Nunca pude entender o que lhe aconteceu no Racing. Já na Europa, um jogador rende e, em especial, os ingleses. No nosso ambiente se produzem uns alto-e-baixos impressionantes. Certo é que há intemperança de parte dos torcedores, mas mais que nada existe um fator psicológico, algo que induz a duvidar das próprias condições e aí se explica os desníveis tão marcados”.
Em 1937, Demaría jogou a segunda divisão argentina, em um retorno ao Estudiantil Porteño, marcando inclusive um gol em vitória por 2-0 sobre a equipe que terminaria campeã, o Almagro. Ele voltou à Internazionale (Ambrosiana) na temporada 1938-39, marcando três vezes.[carece de fontes?] Em 20 de novembro de 1938, fez sua reestreia pela seleção italiana, em vitória de 2-0 sobre a Suíça em Bolonha. Ao fim da temporada 1938-39, a Inter obteve a Copa da Itália, a primeira do clube.[carece de fontes?]
Na temporada 1939-40, Demaría voltou a marcar no Derby della Madonnina, marcando de pênalti o segundo gol da vitória interista por 3-1 sobre o Milan. O argentino somou doze gols, conseguindo também o título de campeão italiano. Foi o primeiro título de Demaría na Serie A, com a Juventus tendo sido pentacampeã seguida de 1930-31 a 1934-35 e com o Bologna ganhando os de 1935-36 e 1938-39. Ainda em 1940, Demaría jogou pela última vez pela seleção italiana, em vitória por 2-1 sobre a Romênia em 14 de abril.[carece de fontes?]
Demaría continuou na Inter até o fim da temporada 1942-43. O clube só voltaria a ser campeão italiano em 1953, com a Segunda Guerra Mundial interrompendo a Serie A entre 1943 e 1945. Pelo clube de Milão, totalizou 269 partidas e 76 gols, marcando seis na temporada 1940-41, três na de 1941-42  e dois na de 1942-43. Posteriormente, defendeu Novara (1943-44), Legnano (1944-46) e Cosenza (1946-48), onde parou de jogar.[carece de fontes?]

## Títulos

### Estudiantil Porteño
- Campeonato Argentino de Futebol: 1931 (amador)

### Seleção Italiana
- Copa do Mundo: 1934

### Internazionale
- Copa da Itália: 1938-39
- Campeonato Italiano de Futebol: 1939-40